# Skyfire (film)
Pour les articles homonymes, voir Skyfire.
Pour plus de détails, voir Fiche technique et Distribution.
Skyfire (天·火) est un film catastrophe chinois réalisé par Simon West et sorti en 2019.

## Synopsis
Deux scientifiques, Sue Miller et Li Wentao, résident avec leur petite fille Meng sur l'île tropicale de Ting-Hao. Mais une soudaine éruption volcanique fait des terribles ravages, causant notamment la mort imminente de Sue. Depuis, cette perte a creusé un profond fossé entre Wentao et leur unique enfant. Vingt ans plus tard, toujours traumatisé par cette catastrophe naturelle, Wentao constate avec effarement qu'un parc à thème et un complexe hôtelier ont été construits sur l'île, devenue une destination de vacances pour les Chinois ou les étrangers. Au même moment, désormais adulte, la vulcanologue Meng, qui a suivi la trace de ses parents malgré les nombreuses objections de son père, étudie de près le cratère en pleine activité du volcan de Tianhuo pour le compte d'un magnat australien, Jack Harris, qui n'est autre que le créateur de sa transformation en site touristique de luxe. Cependant, alors que la fête bat son plein, Meng constate que l'histoire s'apprête à se répéter, en raison d'une nouvelle éruption sur le point de tout détruire, et tente de convaincre Harris qu'il faut rapidement évacuer la clientèle avant qu'elle ne soit engloutie par la lave par surprise.
Meng et ses compagnons de fortune pensent à détruire le barrage pour que l'eau détourne la lave du village. Les bateaux font la navette pour évacuer les rescapés. Beaucoup de péripéties agrémentent la folle épopée des vulcanologues émérites qui sauvent le monde.

## Fiche technique
- Titre original : 天·火
- Titre français : Skyfire
- Réalisation : Simon West
- Scénario : Wei Bu et Sidney King
- Photographie : Alan Caudillo
- Musique : Pınar Toprak
- Production : Chris Bremble, Jennifer Dong, John Hughes, Jazz Yanzhi Jiang, Charles Loi, Jib Polhemus, Aaron Shershow et Nancy Wu
- Sociétés de production : Meridian Entertainment, Base FX, China Film Co., Ltd., Gosdom Entertainment, Highland Film Group (HFG) et Production Capital
- Sociétés de distribution : Albatros Film (Japon) ; M6 Vidéo (France)
- Pays de production :  Chine
- Langues originales : mandarin, anglais
- Format : couleur - 2.35:1
- Genre : catastrophe
- Durée : 97 minutes
- Dates de sortie :
  - Chine : 12 décembre 2019
  - France : 10 mars 2021 (en DVD et Blu-ray)

## Distribution
- Wang Xueqi : Wentao Li
- Hannah Quinlivan : Li Xiao Meng
- Shawn Dou (VFB : Christophe Hespel) : Zhengnan
- Jason Isaacs (VF : Jérôme Keen) : Jack Harris
- Alice Rietveld : Sue Miller
- Bee Rogers : Li Xiao Meng, enfant
- Liang Shi : professeur Jiang
- Ryun Yu : Lei Xu